# Kołczewo (jezioro)
Kołczewo – jezioro w północnej części wyspy Wolin, położone w gminie Wolin, w woj. zachodniopomorskim, na południe od miejscowości Kołczewo.